# Allonothrus
Allonothrus – rodzaj roztoczy z kohorty mechowców i rodziny Trhypochthoniidae.
Rodzaj ten został opisany w 1953 roku przez Leenderta van der Hammena. Gatunkiem typowym wyznaczono Allonothrus schuillingi.
Mechowce te mają 30 par blaszkowatych szczecin notogastralnych. Botridia obecne. Epimera bez neotrichii. Tarczki genitalne i analne zajmują całą brzuszną część ciała z tyłu od epimerów. Szczeciny genitalne obecne w liczbie 7, 13 lub 14 par i położone na brzegach płytki. Występują 2 pary szczecin analnych i 3 pary szczecin adanalnych. Szczeciny aggenitalne nie występują. Odnóża jedno- bądź trójpalczaste.
Rodzaj rozprzestrzeniony w całej strefie tropikalnej i subtropikalnej.
Należy tu 15 opisanych gatunków, zgrupowanych w 2 podrodzajach:
Podrodzaj: Allonothrus (Allonothrus) Hammen, 1953
- Allonothrus covarrubiasi Casanueva et Norton, 1997
- Allonothrus dhananjayi Sarkar, 1991
- Allonothrus foveolatus Pérez-Íñigo et Baggio, 1988
- Allonothrus giganticus Haq, 1978
- Allonothrus henroi Fujikawa, 2003
- Allonothrus indicus Bhaduri et Raychaudhuri, 1968
- Allonothrus longinoi Szywilewska et Olszanowski, 2006
- Allonothrus monensis Ghosh et Bhaduri, 1978
- Allonothrus monodactylus Wallwork, 1960
- Allonothrus neotropicus Balogh et Mahunka, 1969
- Allonothrus pararusseolus Subías et Sarkar, 1982
- Allonothrus pyriformis (Berlese, 1913)
- Allonothrus russeolus Wallwork, 1960
- Allonothrus schuilingi Hammen, 1953
- Allonothrus sinicus Wang et Norton, 1988
- Allonothrus tuxtlasensis Palacios-Vargas e Iglesias, 1997

Podrodzaj: Allonothrus (Pseudonothrus) Hammen, 1953
- Allonothrus hirtus (Balogh, 1958)